# Districtes d'Eslovàquia

Divisió territorial d'Eslovàquia en districtes.

Un districte o okres (en eslovac) és una unitat administrativa d'Eslovàquia. És inferior a una regió i superior a un municipi.
Diversos districtes conformen una regió (en eslovac kraj). El districte està compost per diversos municipis (en eslovac obec), que alhora poden estar dividits, si són molt grans, en àrees catastrals (en eslovac katastrálne územie).
Eslovàquia té actualment 79 districtes. La capital del país, Bratislava, es divideix en 5 districtes i la ciutat de Košice en 4 districtes. Els districtes reben el nom de la ciutat més gran, que se'n considera la capital.

## Llista dels districtes
| Districte            | Població | Àrea en km² | Regió           |
| -------------------- | -------- | ----------- | --------------- |
| Banská Bystrica      | 111,946  | 809         | Banská Bystrica |
| Banská Štiavnica     | 16,638   | 292         | Banská Bystrica |
| Bardejov             | 75,793   | 937         | Prešov          |
| Bánovce nad Bebravou | 38,640   | 462         | Trenčín         |
| Brezno               | 65,785   | 1,265       | Banská Bystrica |
| Bratislava I         | 42,858   | 10          | Bratislava      |
| Bratislava II        | 108,316  | 92          | Bratislava      |
| Bratislava III       | 61,418   | 75          | Bratislava      |
| Bratislava IV        | 92,926   | 92          | Bratislava      |
| Bratislava V         | 119,441  | 94          | Bratislava      |
| Bytča                | 30,879   | 282         | Žilina          |
| Čadca                | 92,843   | 761         | Žilina          |
| Detva                | 33,426   | 475         | Banská Bystrica |
| Dolný Kubín          | 39,364   | 490         | Žilina          |
| Dunajská Streda      | 114,217  | 1,075       | Trnava          |
| Galanta              | 94,533   | 641         | Trnava          |
| Gelnica              | 31,365   | 584         | Košice          |
| Hlohovec             | 45,247   | 267         | Trnava          |
| Humenné              | 64,845   | 754         | Prešov          |
| Ilava                | 62,042   | 359         | Trenčín         |
| Kežmarok             | 63,231   | 840         | Prešov          |
| Komárno              | 108,556  | 1,100       | Nitra           |
| Košice I             | 68,089   | 87          | Košice          |
| Košice II            | 79,934   | 81          | Košice          |
| Košice III           | 30,349   | 18          | Košice          |
| Košice IV            | 56,634   | 59          | Košice          |
| Košice-okolie        | 106,999  | 1,533       | Košice          |
| Krupina              | 22,841   | 585         | Banská Bystrica |
| Kysucké Nové Mesto   | 33,778   | 190         | Žilina          |
| Levice               | 120,021  | 1,551       | Nitra           |
| Levoča               | 31,880   | 357         | Prešov          |
| Liptovský Mikuláš    | 73,984   | 1,341       | Žilina          |
| Lučenec              | 72,837   | 797         | Banská Bystrica |
| Malacky              | 64,354   | 950         | Bratislava      |
| Martin               | 97,813   | 736         | Žilina          |
| Medzilaborce         | 12,668   | 427         | Prešov          |
| Michalovce           | 109,121  | 1,019       | Košice          |
| Myjava               | 29,243   | 326         | Trenčín         |
| Námestovo            | 56,043   | 691         | Žilina          |
| Nitra                | 163,540  | 871         | Nitra           |
| Nové Mesto nad Váhom | 62,708   | 580         | Trenčín         |
| Nové Zámky           | 149,594  | 1,347       | Nitra           |
| Partizánske          | 48,005   | 301         | Trenčín         |
| Pezinok              | 54,164   | 376         | Bratislava      |
| Piešťany             | 64,019   | 381         | Trnava          |
| Poltár               | 23,594   | 505         | Banská Bystrica |
| Poprad               | 104,348  | 1,123       | Prešov          |
| Považská Bystrica    | 65,150   | 463         | Trenčín         |
| Prešov               | 161,782  | 934         | Prešov          |
| Prievidza            | 140,444  | 960         | Trenčín         |
| Púchov               | 45,761   | 375         | Trenčín         |
| Revúca               | 40,879   | 730         | Banská Bystrica |
| Rimavská Sobota      | 82,970   | 1,471       | Banská Bystrica |
| Rožňava              | 61,887   | 1,173       | Košice          |
| Ružomberok           | 59,420   | 647         | Žilina          |
| Sabinov              | 54,067   | 484         | Prešov          |
| Senec                | 51,825   | 361         | Bratislava      |
| Senica               | 60,891   | 684         | Trnava          |
| Skalica              | 46,757   | 359         | Trnava          |
| Snina                | 39,633   | 805         | Prešov          |
| Sobrance             | 23,776   | 538         | Košice          |
| Spišská Nová Ves     | 93,516   | 587         | Košice          |
| Stará Ľubovňa        | 50,684   | 624         | Prešov          |
| Stropkov             | 21,027   | 389         | Prešov          |
| Svidník              | 33,506   | 550         | Prešov          |
| Šaľa                 | 54,000   | 356         | Nitra           |
| Topoľčany            | 74,089   | 597         | Nitra           |
| Trebišov             | 103,779  | 1,074       | Košice          |
| Trenčín              | 112,767  | 672         | Trenčín         |
| Trnava               | 126,864  | 741         | Trnava          |
| Turčianske Teplice   | 16,720   | 393         | Žilina          |
| Tvrdošín             | 35,062   | 479         | Žilina          |
| Veľký Krtíš          | 46,597   | 849         | Banská Bystrica |
| Vranov nad Topľou    | 76,504   | 769         | Prešov          |
| Zlaté Moravce        | 43,622   | 521         | Nitra           |
| Zvolen               | 67,650   | 759         | Banská Bystrica |
| Žarnovica            | 27,634   | 426         | Banská Bystrica |
| Žiar nad Hronom      | 48,053   | 518         | Banská Bystrica |
| Žilina               | 156,361  | 815         | Žilina          |

### Regió de Banská Bystrica
- Districte de Banská Bystrica
- Districte de Banská Štiavnica
- Districte de Brezno
- Districte de Detva
- Districte de Krupina
- Districte de Lučenec
- Districte de Poltár
- Districte de Revúca
- Districte de Rimavská Sobota
- Districte de Veľký Krtíš
- Districte de Zvolen
- Districte de Žarnovica
- Districte de Žiar nad Hronom

### Regió de Bratislava
- Districte de Bratislava I
- Districte de Bratislava II
- Districte de Bratislava III
- Districte de Bratislava IV
- Districte de Bratislava V
- Districte de Malacky
- Districte de Pezinok
- Districte de Senec

### Regió de Košice
- Districte de Gelnica
- Districte de Košice I
- Districte de Košice II
- Districte de Košice III
- Districte de Košice IV
- Districte de Košice-okolie
- Districte de Michalovce
- Districte de Rožňava
- Districte de Sobrance
- Districte de Spišská Nová Ves
- Districte de Trebišov

### Regió de Nitra
- Districte de Komárno
- Districte de Levice
- Districte de Nitra
- Districte de Nové Zámky
- Districte de Šaľa
- Districte de Topoľčany
- Districte de Zlaté Moravce

### Regió de Prešov
- Districte de Prešov
- Districte de Sabinov
- Districte de Bardejov
- Districte de Svidník
- Districte de Vranov nad Topľou
- Districte de Levoča
- Districte de Kežmarok
- Districte de Stará Ľubovňa
- Districte de Poprad
- Districte de Medzilaborce
- Districte de Humenné
- Districte de Snina
- Districte de Stropkov

### Regió de Trenčín
- Districte de Bánovce nad Bebravou
- Districte d'Ilava
- Districte de Myjava
- Districte de Nové Mesto nad Váhom
- Districte de Partizánske
- Districte de Považská Bystrica
- Districte de Prievidza
- Districte de Púchov
- Districte de Trenčín

### Regió de Trnava
- Districte de Trnava
- Districte de Dunajská Streda
- Districte de Galanta
- Districte de Piešťany
- Districte de Senica
- Districte de Hlohovec
- Districte de Skalica

### Regió de Žilina
- Districte de Bytča
- Districte de Čadca
- Districte de Dolný Kubín
- Districte de Kysucké Nové Mesto
- Districte de Liptovský Mikuláš
- Districte de Martin
- Districte de Námestovo
- Districte de Ružomberok
- Districte de Turčianske Teplice
- Districte de Tvrdošín
- Districte de Žilina